# لوت كيميكال
شركة لوت للكيماويات ((بالكورية:롯데케미칼 주식회사) و (بالإنجليزية:Lotte Chemical)) هي شركة صناعات كيميائية مقرها في سيول، كوريا الجنوبية. لوت كيميكال هي واحدة من أكبر شركات الكيماويات في العالم من حيث الإيرادات.  حيث تُنتج شركة لوت كيميكال الراتنجات الاصطناعية وغيرها من المنتجات الكيماوية المستخدمة في المواد الصناعية المختلفة. 

## تاريخ
تأسست في عام 1976 تحت اسم (Honam Petrochemical) وأصبحت جزءًا من لوت جروب بعد ثلاث سنوات، بعد الاندماج في مجموعة لوت، استحوذت شركة Honam على العديد من الشركات لتوسيع أعمالها. ففي عام 2010 استحوذت Honam على شركة Titan Chemicals الماليزية مقابل 1.27 مليار دولار أمريكي بهدف توسيع أعمالها إلى سوق جنوب شرق آسيا. ثم في عام 2012 اندمجت Honam مع KP Chemical وتم تغيير اسمها إلى لوت كيميكال.  
في 2016 استحوذت لوت كيميكال على الشركات والمصانع الكيميائية التابعة لشركة سامسونج، بما في ذلك وحدة المواد الكيميائية في Samsung SDI و Samsung Fine Chemicals و Samsung BP Chemicals مقابل 3 تريليون وون.  

## المنتجات
تُنتج شركة لوت كيميكال الإيثيلين والبولي إيثيلين وبولي بروبيلين باستخدام النفثا المستخرج من النفط الخام. 

## أنظر أيضا
- قائمة أكبر منتجي الكيماويات
- لوت جروب

## روابط خارجية
الموقع الرسمي
- - بيانات النشاط التجاري لـ لوت كيميكال: مالية جوجل
  - ياهو! المالية
  -  بلومبرج